# 965

## Esdeveniments
Països Catalans
- 8 de desembre: primera menció documentada de Sant Just Desvern.

Resta del món
- 1 de març, Roma: Lleó VIII restaurat papa en el lloc de Benet V.
- 1 d'octubre, Roma: el papa Joan XIII relleva Lleó VIII.

## Naixements

### Països Catalans
- Hug I d'Empúries, comte d'Empúries.

### Món
- Elvira de Castella, regent castellana.
- Sanç I Garcia de Castella, comte de Castella.
- Ibn al-Hàytham (Alhazen), erudit persa considerat un dels pares del mètode científic.

## Necrològiques

### Països Catalans
- Cuixà: Sunifred II de Cerdanya, comte de Cerdanya.

### Món
- Benet V, Papa
- Berta d'Arle, comtessa d'Arle